# Baden - Württemberg
Baden - Württemberg je zvezna dežela Nemčije, ki leži v jugozahodnem kotu države. Nastala je leta 1952 kot Südweststaat z družitvijo takratnih zveznih dežel Südbaden, Württemberg - Baden in Württemberg - Honenzollern in še istega leta dobila današnje ime.                
Je tretja največja nemška zvezna dežela, tako po prebivalstvu (skoraj 11 milijonov; pred njo sta samo Severno Porenje - Vestfalija in Bavarska), kot tudi po površini (skoraj 36.000 km2; večji od nje sta Bavarska in Spodnja Saška), Sicer dežela meji na Švico na jugu (deloma preko Bodenskega jezera), Francijo preko Rena na zahodu, na vzhodu na Bavarsko, na severozahodu in severu pa še na dve nemški deželi, Porenje - Pfalško in Hessen. 
Glavno mesto dežele je Stuttgart, ki je z okoli 600.000 prebivalci tudi njeno največje mesto. Druga večja oziroma pomembnejša mesta so še: Mannheim,  Karlsruhe (kjer je sedež nemškega zveznega in ustavnega sodišča), Freiburg in Breisgau, Heidelberg, Heilbronn, Ulm, Baden-Baden, Friedrichshafen, Tübingen, Esslingen am Neckar, Konstanca, Rottenburg am Neckar, Aalen, Lörrach, Schorndorf, Göppingen, manjša pa: Neckarsulm, Pforzheim, Ravensburg, Schramberg, Villingen-Schweninngen, Freudenstadt, Singen, Kehl, Achern, Weil an der Rein, Waldshut-Tiengen, Zell im Wiesenthall, Rheinfelden, Ballingen, Mössingen, Rottweil, Böblingen, Reutlingen, Sindelfingen, Herrenberg, Calw, Leinfelden-Echterdingen, Nagold, Ditzingen, Gerlingen, Leonberg, Ludwigsburg, Bietigheim-Bissingen, Ettlingen, Bretten, Mühlacker, Rastatt, Bühl, Gaggenau, Offenburg, Radolfzell, Überlingen, Bruchsal, Meßkirch, Bad Urach, Forst itd.
Dežela je razdeljena na 35 okrožij/okrajev (Landkreise) in 9 samostojnih mest (Stadtkreise), ki se povezujejo v 4 administrativne regije/predele (Regierungsbezirke): Freiburg, Karlsruhe, Stuttgart in Tübingen.
Na ozemlju dežele dve pogorji: Schwarzwald (Črni gozd), kjer izvirata tudi reki Donava in Neckar ter Švabsko višavje ali Švabska Jura. V doline reke Ren dežela meji na Alzacijo, ki je del Francije. 